# Mesene boyi
Mesene boyi är en fjärilsart som beskrevs av Hans Ferdinand Emil Julius Stichel 1925. Mesene boyi ingår i släktet Mesene och familjen Riodinidae. Inga underarter finns listade i Catalogue of Life.